# Jenny Valentine
Jenny Valentine, född 1970, är en engelsk författare. Valentine är född i Cambridge men har levt större delen av sitt liv i London och studerade där vid Goldsmiths College. Hon arbetade i många år i butik innan hon inledde sin karriär som författare.
Valentines debutroman Finding Violet Park, på svenska Hitta Violet Park, belönades 2007 med prestigefyllda Guardian Children's Fiction Prize. Den har sedan dess översatts till åtminstone ett tiotal språk. Efter succédebuten har Valentine haft stora framgångar även med sina följande åtta böcker, däribland barnboksserien Iggy and Me (på svenska Iggy och jag). År 2012 besökte hon Bokmässan i Göteborg för att berätta om sitt författarskap.